# Brewster's Millions (1921)
Brewster's Millions is een Amerikaanse komische stomme film uit 1921, onder regie van Joseph Henabery met in de hoofdrol Fatty Arbuckle. Het scenario is gebaseerd op de gelijknamige roman van George Barr McCutcheon uit 1902 en het Broadway-toneelstuk uit 1906 met Edward Abeles in de hoofdrol. De film is wellicht zoekgeraakt.

## Verhaal
De twee grootvaders van Monte Brewster (Fatty Arbuckle) plaatsen hem voor een dilemma: van de ene grootvader krijgt hij 1 miljoen dollar en van de andere 4 miljoen dollar, maar alleen op voorwaarde dat hij het miljoen van de eerste grootvader binnen het jaar uitgeeft. Bijkomende voorwaarden zijn dat hij aan het einde van het jaar volledig blut moet zijn, dat hij vijf jaar lang niet trouwt en dat hij niemand over de regeling vertelt. Brewster doet er alles aan om van het geld af te komen, maar zelfs zijn gekste plannen leveren hem winst op.

## Rolverdeling
| Acteur                  | Personage      |
| ----------------------- | -------------- |
| Roscoe 'Fatty' Arbuckle | Monte Brewster |
| Betty Ross Clarke       | Peggy          |
| Fred Huntley            | Mr. Brewster   |
| Marian Skinner          | Mrs. Brewster  |
| James Corrigan          | Mr. Ingraham   |
| Jean Acker              | Barbara Drew   |
| Charles Ogle            | Colonel Drew   |
| Neely Edwards           | MacLeod        |
| William Boyd            | Harrison       |
| L.J. McCarthy           | Ellis          |
| J. Parker McConnell     | Pettingill     |
| John MacFarlane         | Blake          |